# Wu-Yi Hsiang
Wu-Yi Hsiang (China, 1937) é um matemático chinês-estadunidense, que trabalha principalmente com geometria.

## Vida
Hsiang estudou na Universidade Nacional de Taiwan, onde obteve o bacharelado em 1959, seguindo depois do serviço militar para os Estados Unidos, onde obteve em 1964 um doutorado na Universidade de Princeton, orientado por John Coleman Moore, com a tese On the Classification of Differentiable Actions of the Classical Groups on Pi-Manifolds. Em 1968 foi professor da Universidade da Califórnia em Berkeley, onde permaneceu durante quase trinta anos. Aposentou-se em Berkeley e foi em 1997 para a Universidade de Ciência e Tecnologia de Hong Kong. De 1965 a 1967 e 1968/1969 esteve no Instituto de Estudos Avançados de Princeton.
Foi palestrante convidado do Congresso Internacional de Matemáticos em Vancouver (1974: Local and global characteristic class theory in topological transformation groups).
Dentre seus doutorandos consta Bruce Kleiner.
Seu irmão Wu-Chung Hsiang é também um conhecido matemático.

## Obras
- Cohomology theory of topological transformation groups, Springer, Ergebnisse der Mathematik und ihrer Grenzgebiete, 1975
- Least Action Principle of Crystal Formation of Dense Packing Type and the Proof of Kepler’s Conjecture, World Scientific 2001
- Lectures on Lie groups, World Scientific 2000